# اسنپ اینک.
اسنپ اینک. (انگلیسی: Snap Inc.) شرکت فناوری و رسانه اجتماعی آمریکایی، بنیان گذاشته شده در ۱۶ سپتامبر ۲۰۱۱ به وسیلهٔ ایوان اشپیگل و بابی مرفی مستقر در ونیز، لس‌آنجلس است. این شرکت چهار محصول دارد: اسنپ‌چت، سپکتکلز، بیتموجی و زنلی. نام این شرکت در ابتدا  اسنپ‌چت اینک. بود ولی در ۲۴ سپتامبر ۲۰۱۶ به اسنپ اینک. تغییر برند داده شد تا محصول سپکتکلز را تحت یک شرکت واحد بگنجاند.